# Alma (Nuovo Brunswick)
Alma è un villaggio del Canada, situato nella provincia del Nuovo Brunswick.